# Il pappone infuriato
Il pappone infuriato (Les corps célestes) è un film drammatico del 1973 scritto e diretto da Gilles Carle.